# Königs-Zwerggecko
Der Königs-Zwerggecko (Lygodactylus rex) ist der größte bisher bekannte Vertreter der Gattung der Zwerggeckos (Lygodactylus). Die Art lebt im südöstlichen Afrika.

## Merkmale
Mit einer Gesamtlänge von bis zu 100 mm und einer Kopf-Rumpf-Länge von bis zu 50 mm gilt der Königs-Zwerggecko als die größte bekannte Art der Gattung der Zwerggeckos. Die einzigen Zwerggecko-Arten, die eine vergleichbare Länge aufweisen, sind Lygodactylus angularis und Lygodactylus picturatus. Lygodactylus rex wird in die Lygodactylus-capensis-Gruppe gestellt und verfügt über kurze Hautspalten unter dem Kinn sowie unregelmäßige, quer vergrößerte Hornschuppen. Oberhalb der Schulter sitzt ein unverkennbarer Augenfleck. Als Grundfarbe des Körpers gibt der Erstbeschreiber "blaugrau" an.

## Vorkommen
Der Königs-Zwerggecko ist ausschließlich aus den südostafrikanischen Staaten Malawi und Mosambik bekannt und ist auch dort nur gering verbreitet. Die Typuslokalität des am 23. Dezember 1962 von D. G. Broadley und L. Balarin entdeckten Holotyps, einem adulten Männchen, befindet sich in Malawi, am Fuß des Mulanje-Gebirges, in circa 750 Meter Höhe, auf dem Gelände der Lujeri-Teeplantage.